# カンガルー・ノート
『カンガルー・ノート』は、安部公房による長編小説。1991年11月に新潮社より刊行された。1995年には文庫版が刊行されている。
生前、安部が最後に完成させた長編小説であり、一般的には安部の遺作と位置づけられている。新潮社出版の文庫版「カンガルー・ノート」のあらすじにも、「最後の長編」の記載がある。なお、安部の死後に未完の長編『飛ぶ男』が発見されており、こちらを遺作とする向きもある。

## 内容
脛にかいわれ大根が生えてくるという奇病を患った男は、訪れた病院の医師によって自走ベッドに括り付けられ、療養のために硫黄温泉を目指す。男は自らのかいわれ大根を齧りながら、自走ベッドとともに、地下坑道、賽の河原…と、夢とも現実ともつかない物語の連鎖を巡る。しかし既に郷愁すら感じていたベッドの破壊と、魅力的な少女との再会とともにその連鎖も終焉を迎える。夢から醒めさせられるような、男の死をにおわせる無機的な新聞記事の抜粋とともに、物語は終わる。
死のイメージに溢れており、当時病床にあった安部と合わせて語られることの多い作品である。だがその語り口は軽妙であり、ありがちな暗鬱さは感じられない。

## 書誌情報
- 『カンガルー・ノート』新潮社、1991年11月。ISBN 4-10-300809-1。
- 『カンガルー・ノート』新潮社〈新潮文庫〉、1995年2月。ISBN 4-10-112124-9。
- 『安部公房全集29　1990.1-1993.1』新潮社、2000年1月。ISBN 978-4-10-640149-7。